# Miss Danimarca

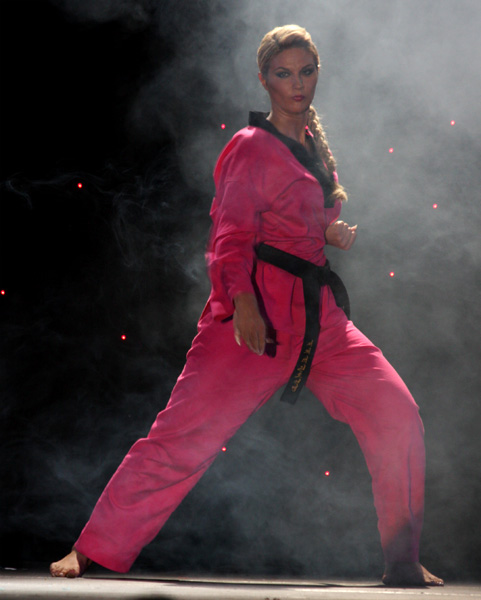
Lisa Lents, Miss Mondo Danimarca 2008.

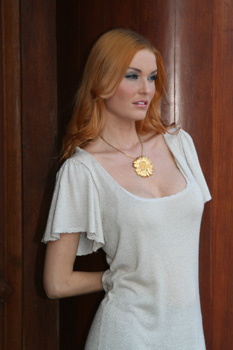
Line Kruuse Miss Mondo Danimarca 2007.

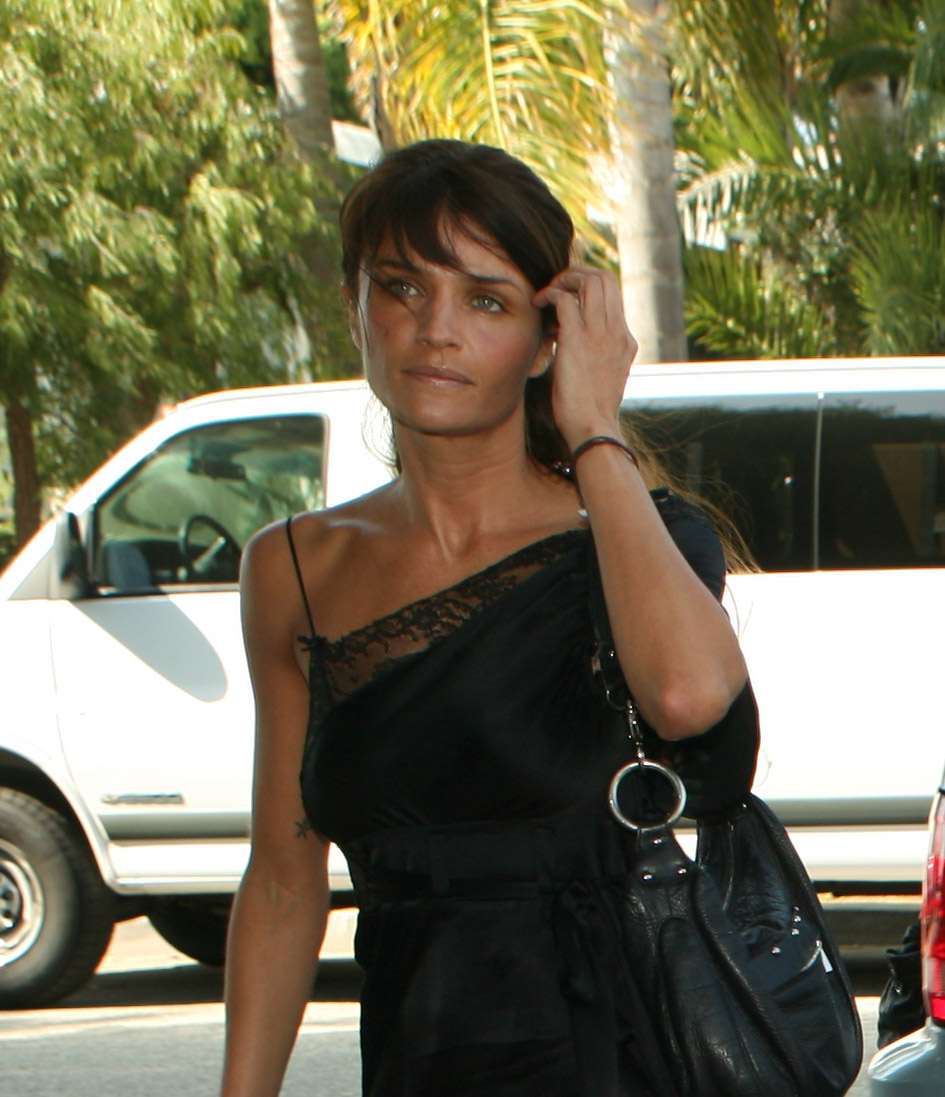
Helena Christensen, Miss Danimarca 1986.

Miss Danimarca (Frøken Danmark) è un annuale concorso di bellezza nazionale per le donne non sposate della Danimarca. La prima edizione si è svolta nel 1924, e fu vinta da Edith Jorgensen, che vinse un premio di 1000 corone. La vincitrice e le altre finaliste del concorso avevano la possibilità di partecipare a concorsi internazionali come Miss Universo, Miss Mondo, Miss Europa e Miss Terra.
Nel corso degli anni gli organizzatori ed i licenziatari della manifestazione sono cambiati più volte. Dal 1999 titolare delle licenze di Miss Danimarca è la società Pretty Danish che dal 2004 ha creato due diversi concorsi Miss Mondo Danimarca (la cui vincitrice rappresenterà la propria nazione a Miss Mondo) e Miss Universo Danimarca (la cui vincitrice rappresenterà la propria nazione a Miss Universo).

## Albo d'oro

### Miss Danimarca
| Anno | Miss Danimarca                             |
| ---- | ------------------------------------------ |
| 1924 | Edith Jørgensen                            |
| 1929 | Vibeke Mogensen                            |
| 1930 | Esther Petersen                            |
| 1931 | Inga Marie Arvad                           |
| 1932 | Åse Clausen                                |
| 1933 | Karen Marie Løwert                         |
| 1934 | Ethel Louis                                |
| 1935 | Ellen Ørregård                             |
| 1937 | Tove Arni                                  |
| 1938 | Inger Eriksen                              |
| 1952 | Hanna Sørensen                             |
| 1953 | Jytte Olsen                                |
| 1958 | Evy Norlund                                |
| 1959 | Lys Stolberg                               |
| 1960 | Lizzie Hess                                |
| 1961 | Jette Nielsen                              |
| 1963 | Aino Korwa                                 |
| 1964 | Yvonne Mortensen                           |
| 1965 | Jeanette Christiansen                      |
| 1966 | Gitte Fleinert                             |
| 1967 | Margrethe Rhein-Knudsen                    |
| 1968 | Gitte Broge                                |
| 1969 | Jeanne Perfeldt                            |
| 1970 | Winnie Hollman                             |
| 1972 | Marianne Schmit                            |
| 1974 | Jane Moeller                               |
| 1975 | Beriti Frederiksen                         |
| 1976 | Brigitte Trolle                            |
| 1977 | Inge Eline Erlandsen                       |
| 1978 | Anita Heske                                |
| 1979 | Lone Gladys Jørgensen                      |
| 1980 | Jano Bill                                  |
| 1981 | Tina Brandstrup                            |
| 1982 | Tina Marie Nielsen                         |
| 1983 | Inge Ravn Thomsen                          |
| 1984 | Katrina Clausen                            |
| 1985 | Susan Rasmussen                            |
| 1986 | Helena Christensen                         |
| 1987 | Nana Louise Wildfang Jørgensen             |
| 1988 | Pernille Nathansen                         |
| 1989 | Louise Mejhede                             |
| 1990 | Maj Britt Jensen                           |
| 1992 | Anne Mette Voss                            |
| 1993 | Maria Josephine Hirse                      |
| 1994 | Gitte Andersen                             |
| 1995 | Tina Dam                                   |
| 1996 | Anette Oldenborg                           |
| 1999 | Zahide Bayram                              |
| 2000 | Cecilie Elisa Dahlstrøm                    |
| 2001 | Maj Petersen                               |
| 2002 | Masja Juel                                 |
| 2004 | Tina Christensen                           |
| 2005 | Gitte Hanspal                              |
| 2006 | Betina Faurbye                             |
| 2007 | Žaklina Šojić                              |
| 2008 | Marie Sten-Knudsen                         |
| 2010 | Ena Sandra Causevic                        |
| 2011 | Sandra Amer Hamad                          |
| 2012 | Josefine Hewitt                            |
| 2013 | Cecilia Iftikhar                           |
| 2015 | Jessica Hvirvelkær                         |
| 2016 | Helena Heuser                              |
| 2017 | Amanda Petri                               |
| 2018 | Louise Sander Henriksen privata del titolo |
| 2018 | Tara Jensen                                |
| 2019 | Katja Stokholm                             |
| 2021 | Johanne Grundt Hansen                      |
| 2022 | Malou Posberg Peters                       |

### Miss Mondo Danimarca e Miss Universo Danimarca
| Anno | Miss Mondo Danimarca        | Miss Universo Danimarca |
| ---- | --------------------------- | ----------------------- |
| 2004 | Michelle Andreasen          | Tina Christensen        |
| 2005 | Trine Lundgaard Nielsen     | Gitte Hanspal           |
| 2006 | Natasja Pryds               | Betina Faurbye          |
| 2007 | Line Kruuse                 | Žaklina Šojić           |
| 2008 | Lisa Lents                  | Maria Sten-Knudsen      |
| 2009 | Nadia Ulbjerg Pedersen      |                         |
| 2010 | Nataliya Averina            | Ena Sandra Causevic     |
| 2011 | Maya Celeste Padillo Olesen | Sandra Amer Hamad       |
| 2012 | Iris Thomsen                | Josephine Hewitt        |
| 2013 | Malene Riis Sorensen        | Cecilia Iftikhar        |
| 2014 | Pernille Sørensen           | -                       |
| 2015 | Jessica Hvirvelkær          | Cecilie Wellemberg      |
| 2016 | Helena Heuser               | Christina Mikkelsen     |
| 2017 | Amanda Petri                | -                       |
| 2018 | Tara Jensen                 | Helena Heuser           |
| 2019 | Tara Jensen                 | Katja Stokholm          |
| 2020 | -                           | Amanda Petri            |
| 2021 | -                           | Sara Langtved           |
| 2022 | -                           | Malou Peters            |
| 2023 | Natasja Kunde               |                         |